# Білокриниця (Залозецька селищна громада)
Білокрини́ця — село в Україні, у Залозецькій селищній громаді Тернопільського району Тернопільської області. До 2016 року підпорядковувалося Тростянецькій сільській раді. Від 14 вересня 2016 у складі Залозецької селищної громади. 
До села приєднано хутрі Заліський. Населення — 235 осіб (2001). Розташоване на річці Лопушанка, на північному заході району. 

## Населення

### Мова
Розподіл населення за рідною мовою за даними перепису 2001 року:
| Мова       | Кількість | Відсоток |
| ---------- | --------- | -------- |
| українська | 235       | 100%     |

## Історія
Перша писемна згадка — 1532 року.
У 1930-ті діяла громадська ощадна каса.
1 серпня 1934 року внаслідок адміністративної реформи село включене до новоствореної у Зборівському повіті об'єднаної сільської гміни Оліїв.
27 травня 2015 року в Тернопільській області оголошено жалобу через загибель у бою із терористами під Луганськом сержанта Василя Приймака під час виконання службових обов'язків у зоні проведення Антитерористичної операції. Василь Приймак 1983 р.н., похований у Білокриниці.
12 червня 2020 року, відповідно до розпорядження Кабінету Міністрів України № 724-р «Про визначення адміністративних центрів та затвердження територій територіальних громад Тернопільської області» увійшло до складу Залозецької селищної громади.
19 липня 2020 року, в результаті адміністративно-територіальної реформи та ліквідації Зборівського району, село увійшло до складу Тернопільського району.

## Пам'ятки
- Церква Воздвиження Чесного Хреста (1913; кам'яна).
- Насипана козацька могила.
- Ботанічний заказник місцевого значення Білокриницький.

## Соціальна сфера
Діють загальноосвітня школа І ступеня, клуб, бібліотека, ФАП.

## Відомі люди
Приймак Василь Ярославович (1983—2015) — старший солдат Збройних сил України, учасник російсько-української війни.

## Галерея

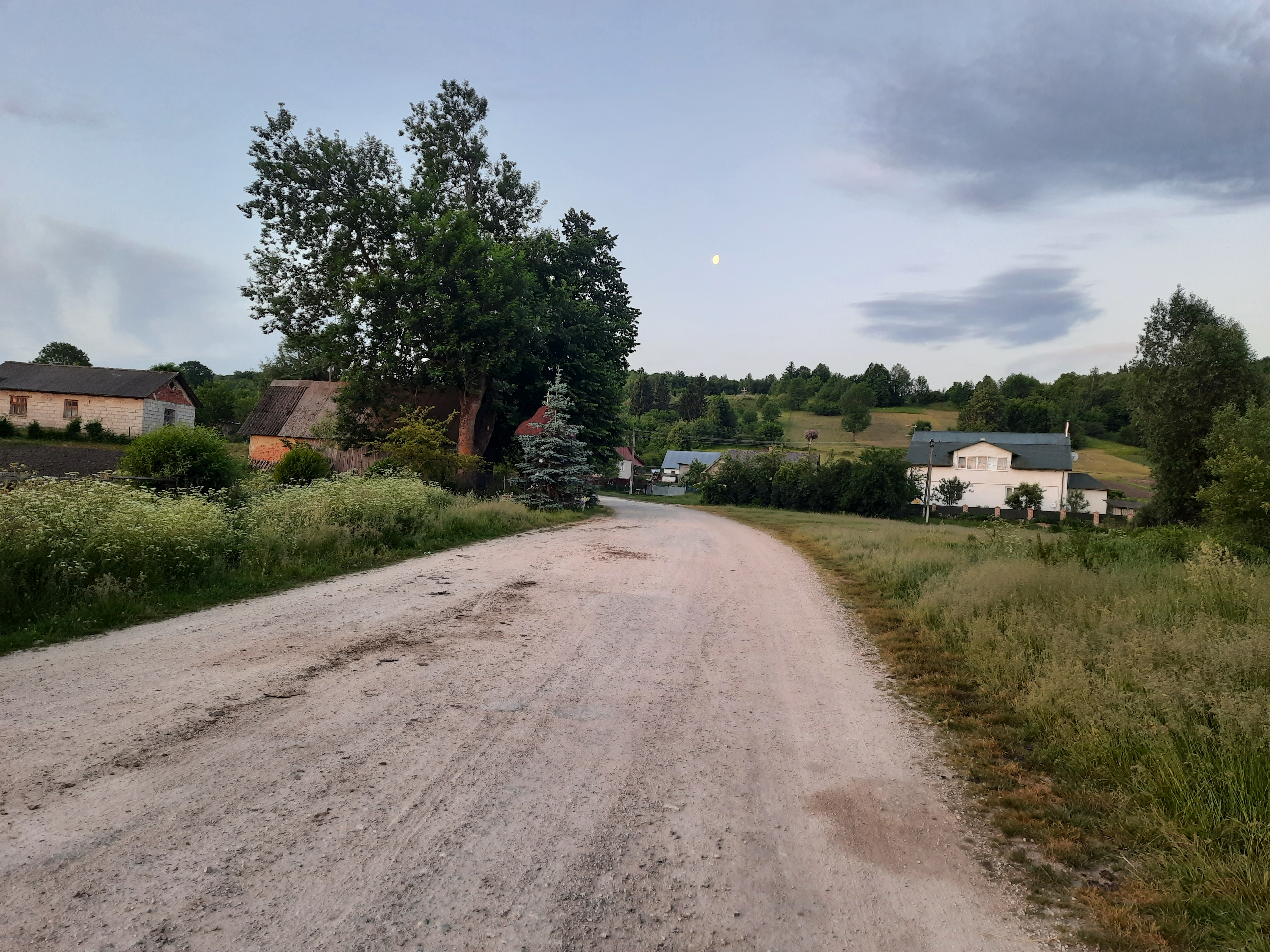
В'їзд у село
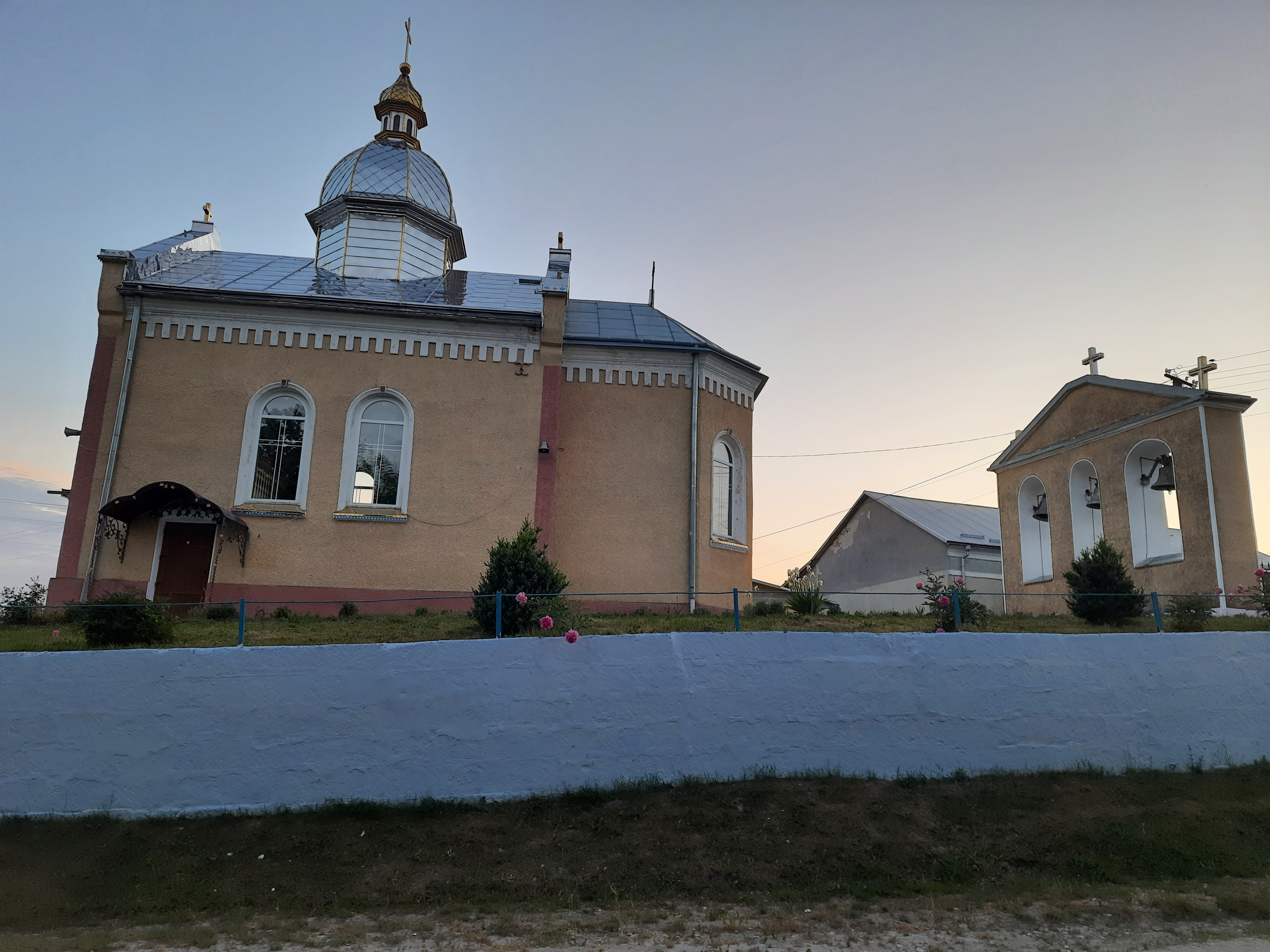
Церква Воздвиження Чесного Хреста Господнього
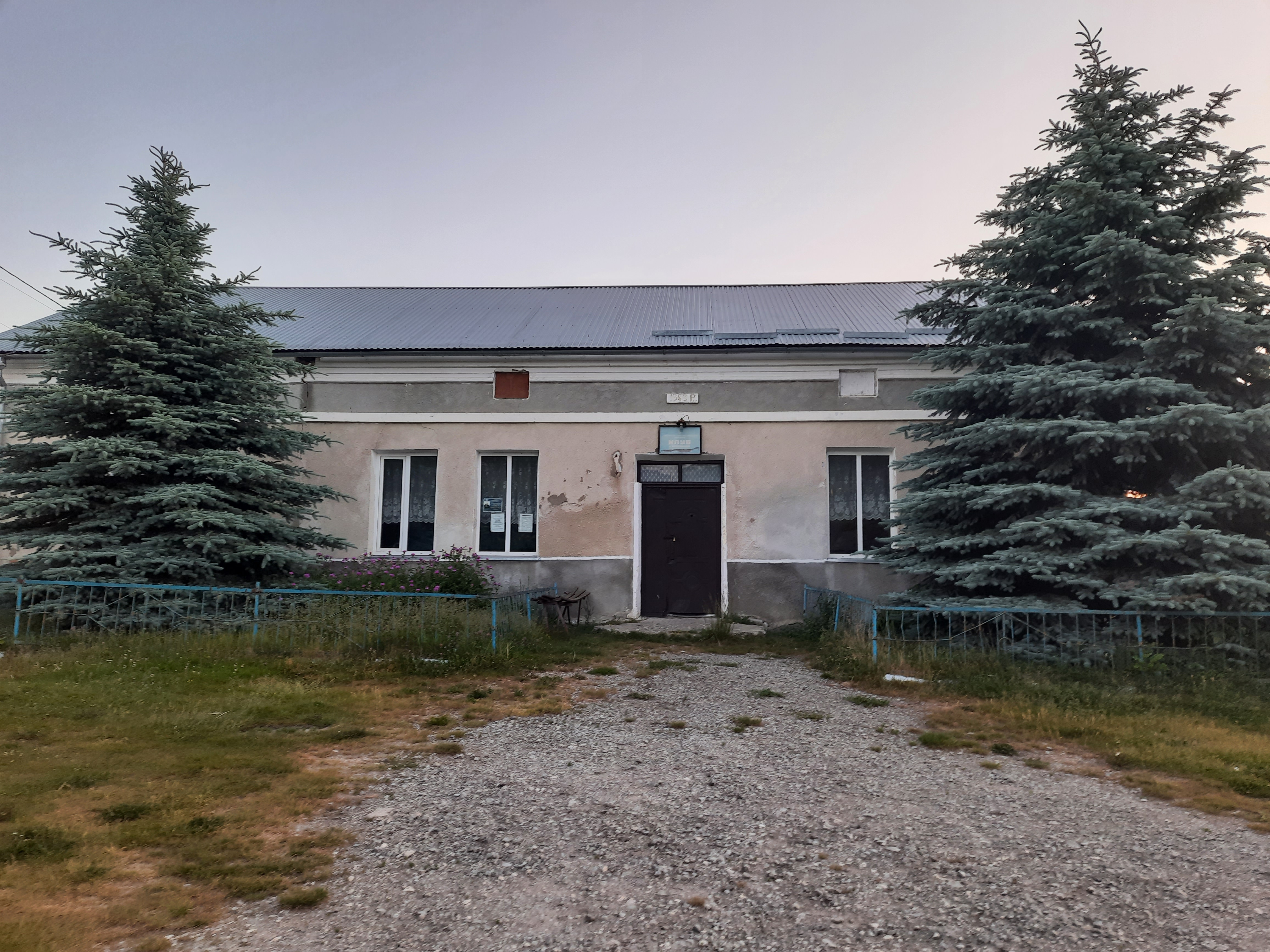
Клуб
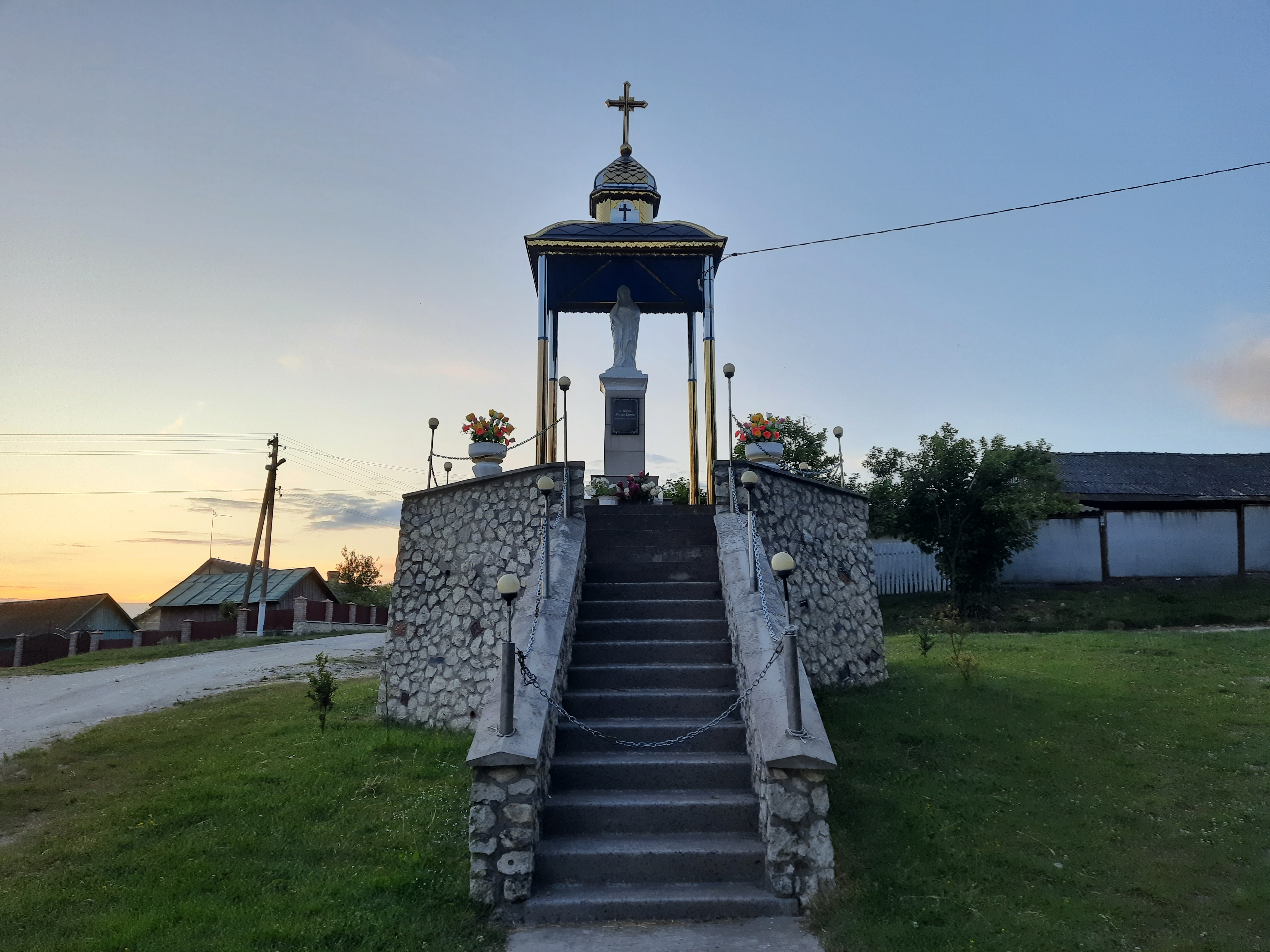
Статуя Божої Матері
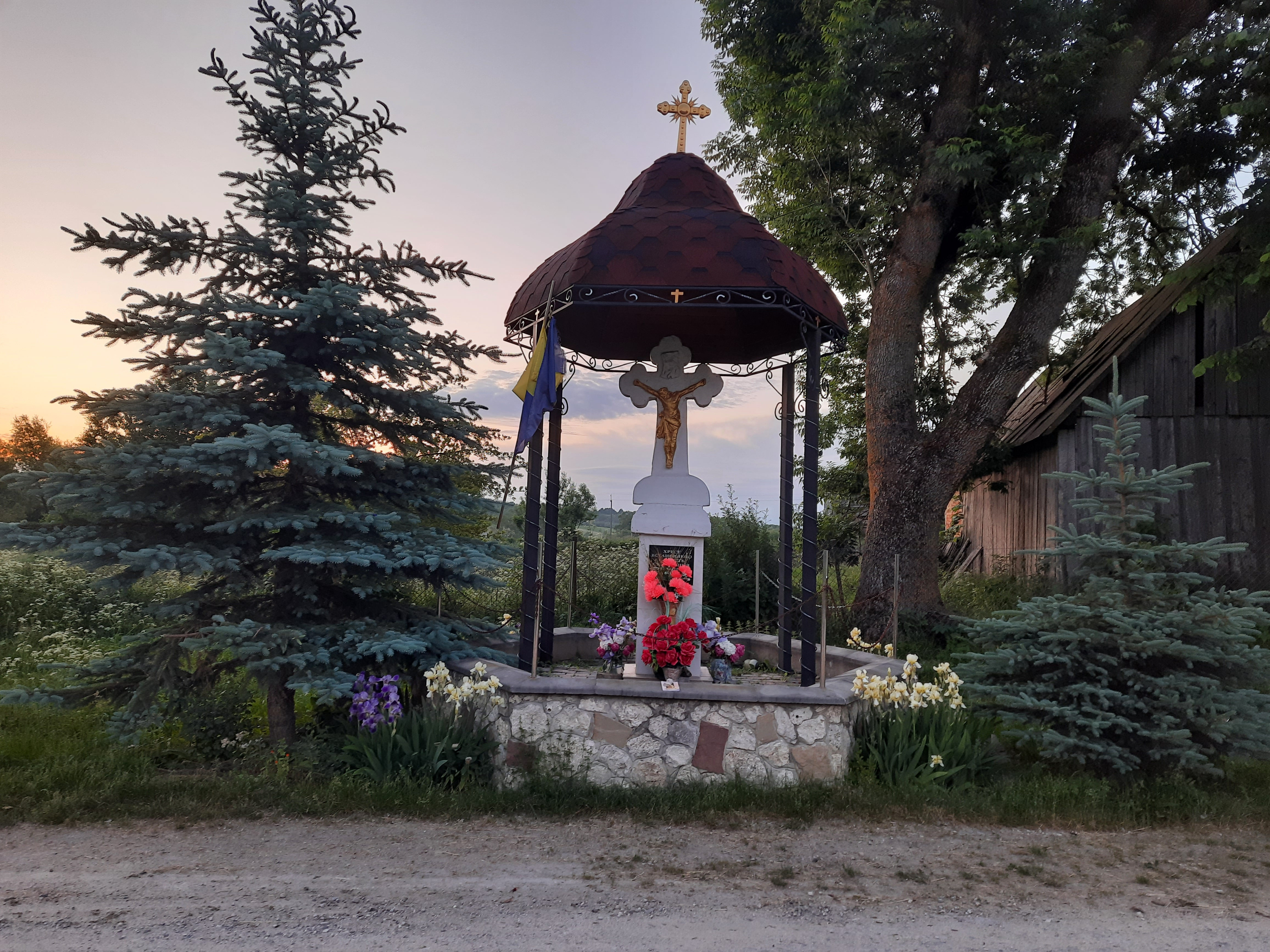
Пам'ятний хрест